# 500 Milhas de Indianápolis de 1992
A 76ª edição das 500 Milhas de Indianápolis foi realizada no dia 24 de maio de 1992. Teve como vencedor Al Unser, Jr., da Galles/KRACO Racing, que cruzou a linha de chegada a apenas 0.043 segundos de vantagem para o canadense Scott Goodyear, da Walker Racing.
Esta edição também ficou marcada por uma dos momentos mais bizarros da história da corrida: Roberto Guerrero, que largaria da pole-position, acabou rodando na volta de apresentação e bateu em seguida no guard-rail. Ele abandonaria a prova pouco depois. Foi também uma corrida cheia de acidentes, que envolveram, entre outros, Nelson Piquet, Rick Mears, Hiro Matsushita (nos treinos), Mario Andretti, Gordon Johncock, A. J. Foyt (que encerraria a carreira de piloto) e Tom Sneva. Também nos treinos, o filipino Jovy Marcelo bateu seu Lola-Cosworth #30 da equipe Euromotorsport no muro, vindo a falecer aos 27 anos.
Foi, também, a única edição em que os 3 tetracampeões da prova na época (A. J. Foyt, Al Unser e Rick Mears) largariam juntos.

## Grid de largada
| Fila | Abre a fila         | Meio da fila           | Fecha a fila       |
| ---- | ------------------- | ---------------------- | ------------------ |
| 1    | Roberto Guerrero    | Eddie Cheever          | Mario Andretti (V) |
| 2    | Arie Luyendyk (V)   | Gary Bettenhausen      | Michael Andretti   |
| 3    | Scott Brayton       | Danny Sullivan (V)     | Rick Mears (V)     |
| 4    | Bobby Rahal (V)     | Emerson Fittipaldi (V) | Al Unser, Jr.      |
| 5    | Stan Fox            | John Andretti          | Éric Bachelart (R) |
| 6    | Philippe Gache (R)  | Scott Pruett           | John Paul Jr.      |
| 7    | Paul Tracy (R)      | Jeff Andretti          | Jim Crawford       |
| 8    | Al Unser (V)        | A. J. Foyt (V)         | Buddy Lazier       |
| 9    | Raul Boesel         | Brian Bonner (R)       | Lyn St. James (R)  |
| 10   | Jimmy Vasser (R)    | Dominic Dobson         | Tom Sneva (V)      |
| 11   | Gordon Johncock (V) | Ted Prappas (R)        | Scott Goodyear†    |

     Guerrero bateu durante a segunda volta de apresentação da Indy 500, abandonando em seguida. Gaché também teve problemas durante a volta de apresentação, tendo que ir aos boxes para resolvê-los. O francês voltaria à corrida apenas na terceira volta.
     Scott Goodyear e Mike Groff, companheiros de equipe na Walker Racing, viviam uma situação inusitada: o canadense guiava um carro atualizado, enquanto o norte-americano correria com um carro de 1991. Por conta de problemas na pressão do óleo, ambos trocariam de carro temporariamente. No final, Groff se classificaria, deixando Goodyear fora do grid. Porém, a Walker preferiu tirar o norte-americano do grid para colocar Goodyear em seu lugar. O canadense largaria, consequentemente, em último lugar.

### Não-classificados
- Kenji Momota (TeamKar - #50) - bumpeado do grid
- Didier Theys (Pennzoil/Quaker State/G-Force - #38) - problemas no motor durante a classificação
- Tony Bettenhausen, Jr. (Bettenhausen Motorsports - #16/#61) - baixa velocidade nos treinos
- Mark Dismore (Concept Motorsports - #66/#93) - baixa velocidade nos treinos
- Johnny Parsons (Arciero Racing - #30) - baixa velocidade nos treinos
- Johnny Rutherford (Walker - #17) - baixa velocidade nos treinos
- Pancho Carter (Gilmore Racing - #81) - acidente - fraturou o braço
- Hiro Matsushita (Arciero Racing - #11) - 'acidente - fraturou a perna
- Nelson Piquet (Team Menard - #27) - acidente - sofreu lesões graves nas pernas
- Jovy Marcelo (Euromotorsport - #50) - acidente fatal
- Fabrizio Barbazza (Arciero Racing - #30/#42) - não chegou a tentar marcar tempo para classificação

## Acidentes graves
Durante os treinos da Indy 500, três acidentes graves marcaram esta fase: o primeiro envolveu o veterano Rick Mears, tetracampeão da prova. No final da tarde, um vazamento de fluido espalhou-se sobre os pneus, fazendo com que o carro do norte-americano rodasse e batesse violentamente. A força da batida fez com que o Penske de Mears decolasse e caísse de ponta-cabeça no asfalto. Ele sofreria uma pequena fratura no pé e uma lesão no pulso, mas conseguiu disputar a prova.
O segundo acidente foi com o brasileiro Nelson Piquet, que vinha sendo o melhor dos estreantes nos treinos, mas um furo no pneu fez com que o Lola-Buick pilotado por ele rodasse e batesse na curva 4. Piquet sofreu fraturas nos pés (que terminaram ficando com tamanhos diferentes), sendo imediatamente levado ao Hospital Metodista de Indianápolis. O último acidente envolveria o filipino Jovy Marcelo, que após bater seu carro, foi encontrado inconsciente. Levado ao Hospital Metodista, o asiático não resistiu. A morte de Jovy Marcelo foi a primeira em dez anos em Indianápolis, quando Gordon Smiley faleceu vítima de grave acidente durante o warm-up.

## Resultado da prova
| Pos final | Pos inicial | N.º | Nome               | Qual    | Rank | Voltas | Led | Posição                        |
| --------- | ----------- | --- | ------------------ | ------- | ---- | ------ | --- | ------------------------------ |
| 1         | 12          | 3   | Al Unser, Jr.      | 222.989 | 14   | 200    | 25  | Corrida                        |
| 2         | 33          | 15  | Scott Goodyear     | 221.800 | 21   | 200    | 0   | Corrida                        |
| 3         | 22          | 27  | Al Unser           | 223.744 | 12   | 200    | 4   | Corrida                        |
| 4         | 2           | 9   | Eddie Cheever      | 229.639 | 2    | 200    | 9   | Corrida                        |
| 5         | 8           | 18  | Danny Sullivan     | 224.838 | 9    | 199    | 0   |                                |
| 6         | 10          | 12  | Bobby Rahal        | 224.158 | 11   | 199    | 0   |                                |
| 7         | 25          | 11  | Raul Boesel        | 222.433 | 19   | 198    | 0   |                                |
| 8         | 14          | 8   | John Andretti      | 222.644 | 18   | 195    | 0   |                                |
| 9         | 23          | 14  | A. J. Foyt         | 222.798 | 16   | 195    | 0   |                                |
| 10        | 18          | 93  | John Paul, Jr.     | 220.244 | 27   | 194    | 0   |                                |
| 11        | 27          | 90  | Lyn St. James (R)  | 220.150 | 28   | 193    | 0   |                                |
| 12        | 29          | 68  | Dominic Dobson     | 220.359 | 26   | 193    | 0   |                                |
| 13        | 6           | 1   | Michael Andretti   | 228.168 | 7    | 189    | 160 | Bomba de combustível           |
| 14        | 24          | 21  | Buddy Lazier       | 222.688 | 17   | 139    | 0   | Motor                          |
| 15        | 4           | 6   | Arie Luyendyk      | 229.127 | 4    | 135    | 1   | Acidente na curva 4            |
| 16        | 32          | 31  | Ted Prappas        | 219.173 | 33   | 135    | 0   | Caixa de marchas               |
| 17        | 5           | 51  | Gary Bettenhausen  | 228.932 | 5    | 112    | 0   | Choque BS                      |
| 18        | 20          | 48  | Jeff Andretti      | 219.306 | 31   | 109    | 0   | Acidente na curva 2            |
| 19        | 26          | 39  | Brian Bonner       | 220.845 | 24   | 97     | 0   | Acidente na curva 4            |
| 20        | 19          | 7   | Paul Tracy         | 219.751 | 29   | 96     | 0   | Motor                          |
| 21        | 28          | 47  | Jimmy Vasser       | 222.313 | 20   | 94     | 0   | Acidente na curva 1            |
| 22        | 7           | 22  | Scott Brayton      | 226.142 | 8    | 93     | 0   | Motor                          |
| 23        | 3           | 2   | Mario Andretti     | 229.503 | 3    | 78     | 1   | Acidente na curva 4            |
| 24        | 11          | 5   | Emerson Fittipaldi | 223.607 | 13   | 75     | 0   | Acidente na curva 1            |
| 25        | 21          | 26  | Jim Crawford       | 228.859 | 6    | 74     | 0   | Acidente na curva 1            |
| 26        | 9           | 4   | Rick Mears         | 224.594 | 10   | 74     | 0   | Acidente na curva 1            |
| 27        | 13          | 91  | Stan Fox           | 222.867 | 15   | 63     | 0   | Choque SS                      |
| 28        | 16          | 44  | Philippe Gache     | 221.496 | 23   | 61     | 0   | Acidente na curva 1            |
| 29        | 31          | 92  | Gordon Johncock    | 219.287 | 32   | 60     | 0   | Motor                          |
| 30        | 17          | 10  | Scott Pruett       | 220.464 | 25   | 52     | 0   | Motor                          |
| 31        | 30          | 59  | Tom Sneva          | 219.737 | 30   | 10     | 0   | Acidente na curva 4            |
| 32        | 15          | 19  | Eric Bachelart     | 221.549 | 22   | 4      | 0   | Motor                          |
| 33        | 1           | 36  | Roberto Guerrero   | 232.481 | 1    | 0      | 0   | Rodou na volta de apresentação |